# 水グモもんもん
『水グモもんもん』（みずグモもんもん）は、スタジオジブリ制作の日本の短編アニメーション映画。2006年1月公開。
原則として、三鷹の森ジブリ美術館内にある映像展示室「土星座」、ジブリパークの「ジブリの大倉庫」エリア内にある「映像展示室オリヲン座」においてのみ上映されているが、2011年3月にニューヨーク、カーネギーホールで、ニューヨーク市各地で開催されるフェスティバルJapan NYCの一部として『やどさがし』とともにイベント上映されたことがある。

## あらすじ
水ぐものもんもんはある日、アメンボのお嬢さんに一目惚れし、恋心を抱くようになる。もんもんはそのアメンボに好かれようと日々距離を詰めようとするが嫌がられてしまう…。それでも、もんもんはその後も近くで見ている。すると、アメンボは魚に食べられそうになり、水底に沈んで行くアメンボをもんもんは助け、二人（匹）の間に恋が芽生えるという話である。
この作品は、クモが嫌いだと言われる宮崎駿が、「クモを好きになるように」と作成された話である。従って、この作品の主人公である水グモのもんもんは、ひとつひとつの行動がとても愛くるしく描かれている。
作中の要所にハルダンゲルヴァイオリンを用いての音楽が使用されている為、約15分程の作品だが、とても世界観に引き込まれるような仕上がりの作品となっている。

## スタッフ
- 原作・脚本・監督：宮崎駿
- 演出アニメーター：田中敦子
- 美術：渡邊洋一
- 音楽：山瀬理桜
- 製作：スタジオジブリ[3]

## キャスト
- 矢野顕子